# Kuchajda
Kuchajda è un lago artificiale situato nel Terzo distretto cittadino di Bratislava, nei pressi della stazione di Bratislava-Nové Mesto. Il suo nome deriva dal nome tedesco Kuhheide (pascolo di mucche) che indica l'uso originale di questo sito.
In passato la balneazione era vietata a causa di un elevato contenuto di cianobatteri. Nel 2012, tuttavia, l'Ufficio della Sanità Pubblica l'ha contrassegnato come idoneo alla balneazione.
Attorno al lago Kuchajda è presente un marciapiede in pavimentazione lungo 1454 metri, oltre a diverse strutture sportive dove praticare calcio, arrampicata, beach volley, ping-pong.